# روبرت أو. بليك
روبرت أو. بليك (بالفرنسية: Robert O. Blake؛ بالإنجليزية: Robert O. Blake) هو دبلوماسي أمريكي ومالي، ولد في 7 أبريل 1921، وتوفي في 28 ديسمبر 2015.

## وصلات خارجية
- روبرت أو. بليك على موقع إن إن دي بي (الإنجليزية)